# Piptadenia affinis
Piptadenia affinis är en ärtväxtart som beskrevs av Arturo Erhardo Erardo Burkart. Piptadenia affinis ingår i släktet Piptadenia och familjen ärtväxter. Inga underarter finns listade i Catalogue of Life.